# بولين تومبكينز
بولين تومبكينز (بالإنجليزية: Pauline Tompkins)‏ هي مُدرسة أمريكية، ولدت في 5 مارس 1918، وتوفيت في 19 نوفمبر 2004.